# Oberflächenkrümmung
Als Oberflächenkrümmung bezeichnet man in der Physik die Krümmung der Oberfläche eines Flüssigkeitstropfens bzw. einer Gasblase in einem fluiden Medium. Der Begriff wird in der Regel auf Flüssigkeitsoberflächen angewandt, wobei es aufgrund der Krümmung zu einer Erhöhung des Sättigungsdampfdrucks (Krümmungseffekt) und der Oberflächenspannung kommt. Mit Hilfe der Young-Laplace-Gleichung kann der Zusammenhang zwischen Oberflächenspannung, der Oberflächenkrümmung und dem hieraus resultierenden Kontaktdruck beschrieben werden.
Sie ist zum Beispiel bei Kapillarerscheinungen und dem Kontaktwinkel von Bedeutung. Sie kann durch die Tropfenkonturanalyse hängender Tropfen bestimmt werden.